# Tramlijn 41 (NMVB)/Antwerpen
Tramlijn 41 is een voormalige tramlijn die Antwerpen via Oostmalle met Turnhout verbond. Tussen Antwerpen en Oostmalle werd het nummer 40 gebruikt. Trams die verder reden gebruikte het nummer 41. Lijn 41 kende drie varianten: omnibussen die overal stopten, sneltreinen deden een gedeelte van het traject zonder te stoppen en doorgaande treinen die op het gehele traject maar een paar keer stopten.

## Geschiedenis
Op 15 augustus werd zonder enig feestvertoon de eerste buurtspoorweglijn in de provincie Antwerpen geopend tussen Antwerpen en Wijnegem. De plechtige opening van de gehele lijn Antwerpen - Hoogstraten vond plaats op zondag 20 september 1885. Verschillende ministers waren aanwezig en er werd uitgebreid gefeest. Een jaar later opende de verbinding Oostmalle - Turnhout waarna de kapitalen van beide lijnen werden samengevoegd en Antwerpen - Turnhout de hoofdlijn werd.  
Op 8 oktober 1910 werd het 25-jarig bestaan van de AMDB groot gevierd.
Na de moeilijke periode van de Eerste Wereldoorlog kwamen er grote veranderingen. In 1920 werd de lijn omgeschakeld van Kaapspoor naar meterspoor en werd de exploitatie overgenomen door de NMVB. Vanaf 1923 reed de eerste concurrerende busdienst tussen Antwerpen - Turnhout. Als antwoord hierop organiseerde de NMVB vanaf 1 september 1924 sneldiensten, de zogenaamde Bloctreinen die bestonden uit een locomotief, een rijtuig 1e klas, een rijtuig 2e klas en een pakwagen. De reisduur werd zo van 2 uur tot 1 uur en 25 minuten gereduceerd. Vanaf 1 mei 1927 kwam er een gunsttarief op lange afstanden. De ontvangst van de lijn Antwerpen - Turnhout was vanaf dan het vierdubbele van de andere stoomlijnen in de provincie.
Op 1 mei 1925 werd een nieuw tracé tussen de Driehoekstraat (Borgerhout) en de Driekonginstraat (Deurne) geopend ter vervanging van het oude via de Sterchkhofslei en Herentalsebaan. Een jaar later kon op 7 juni de elektrische tractie tot Schilde Putten ingehuldigd worden. Stoomtrams rijden dan maar tot Schilde waar een elektrische tram de rijtuigen naar Antwerpen bracht. Dit hield maar stand tot 1930 waarna de stoomtrams terug helemaal tot in Antwerpen rijden. Een deel van de trams rijdt niet meer tot Zurenborg en eindigen aan de stadstram bij de Driehoekstraat (nu Stenenbrug) in Borgerhout. In 1930 werd de trolleystang vervangen door de Sleepbeugel.
Vanaf 1934 tot 1936 werd de stoomtractie voor reizigersverkeer vervangen door spoorauto's op het ongeëlektrificeerde stuk. Vanaf 11 april 1938 wordt ook het goederenvervoer met spoorauto's gedaan. 
Dankzij een overeenkomst tussen de NMVB en de Tramways d'Anvers konden de trams vanaf 3 juni 1935 langs Turnhoutse baan, de Carnotstraat en de Gemeentestraat tot aan de Victorieplaats (huidige Franklin Rooseveltplaats) rijden. Op 31 juli 1937 komt er dubbelspoor tussen Wijnegem fort en Wijnegem dorp. In april 1940 komen grote spoorauto's in dienst op draaistellen. 
Op 11 mei 1940 wordt wegens de Duitse inval het verkeer tussen Schilde en Turnhout stilgelegd. Vier dagen later lag ook het verkeer tussen Antwerpen en Schilde stil. Na de capitulatie kwam het tramverkeer moeizaam terug op gang. De brug over het Albertkanaal in Wijnegem was opgeblazen door het Belgisch leger. Vanaf 23 mei reden er terug spoorauto's van Antwerpen tot het kanaal, vier dagen later reden de elektrische trams terug. Vanaf 2 juni reden er terug spoorauto's tussen het kanaal en Turnhout.
Tijdens de oorlog heerste er een schaarste van brandstof. Daardoor werd vanaf 9 november 1940 de busdienst Antwerpen - Turnhout stilgelegd. Het aantal reizigers op de tramlijn nam enorm toe. Daarom werd besloten het baanvak Schilde - Turnhout te elektrificeren. De elektrische tractie kwam in fases in dienst en op 2 augustus was de gehele lijn Antwerpen - Turnhout onder de draad. In 1943 bedroeg het aantal reizigers 8.050.000 tegenover 1.350.00 in 1939.   
Op 4 september 1944 rijden alle trams de stelplaats binnen wegens de oprukkende geallieerden, behalve twee konvooien die de bezetter opeist om te vluchten. Na de bevrijding kunnen er vanaf 6 september terug trams rijden van Antwerpen tot de vernielde brug in Wijnegem, maar op 10 september wordt de dienst al weer gestaakt wegens vijandelijk vuur uit Merksem. Vanaf 25 september rijdt er terug een tram van Antwerpen naar Wijnegem kanaal. Aan de overkant rijden er stoomtrams naar Turnhout die snel wordt vervangen door spoorauto's. Vanaf 10 oktober kan er elektrisch gereden worden van Wijnegem naar Oostmalle, nog altijd maar tot aan het kanaal. Pas op 1 december 1944 wordt de elektrische dienst Antwerpen - Turnhout, zonder overstappen in Wijnegem, hersteld.
In 1951 komt er een spoorverdubbeling van 600 meter ter hoogte van Deurne zwarte Arend. Op 28 februari 1953 wordt de tijdelijke brug in Wijnegem vervangen door een permanent exemplaar.
Op 31 augustus 1960 is het gedaan met lijn 41. Tram 40 blijft nog tijdens de spitsuren rijden tot Oostmalle, maar daar komt ook een einde aan op 26 mei 1962.

## Stations en stelplaatsen
- Zurenborg, station en stelplaats.

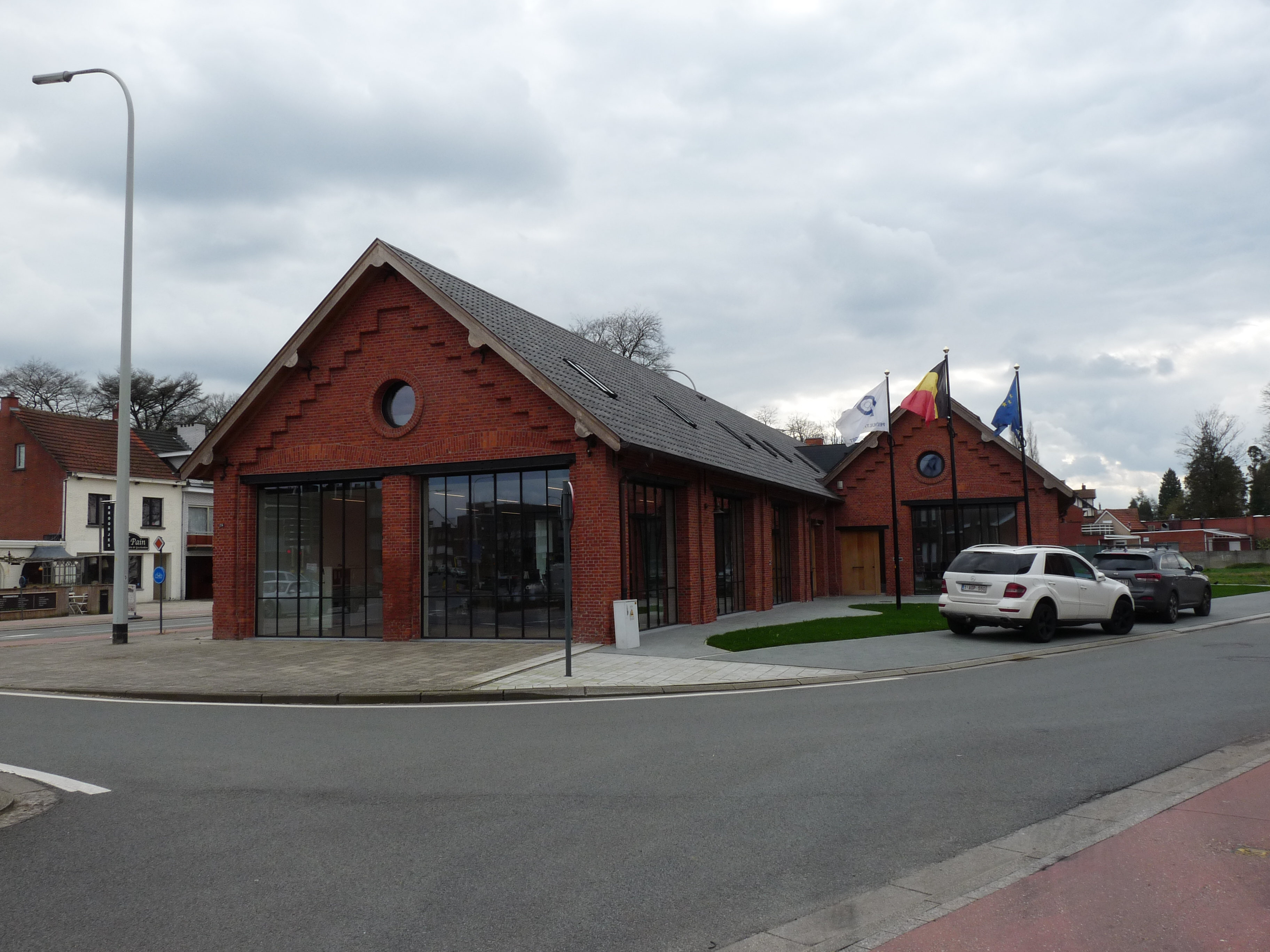
stelplaats Westmalle in 2019

- Borgerhout: Er lag een stationsgebouw aan de Turnhoutse Poort dat op 6 juli 1931 werd gesloopt. Het werd op 18 augustus 1933 vervangen door een bureeltje en een wachtzaal op dezelfde plaats.
- Westmalle: Aan het kruispunt met de Oude Baan lag er vanaf 1888 een kleine stelplaats. Deze werd al na de Eerste Wereldoorlog niet meer gebruikt door de Buurtspoorwegen. Het gebouw staat er nog steeds.
- Oostmalle: Aan het knooppunt Oostmalle kwam er na de Eerste Wereldoorlog een stelplaats en station. Beiden gebouwen bestaan nog.
- Turnhout: In 1887 opende de Antwerpsche Maatschapij voor den Dienst der Buurtspoorwegen een groot werkhuis in Turnhout aan de Antwerpsesteenweg (huidige De Merodelei). Het was zeer goed uitgerust en er werden zelfs locomotieven uit andere provincies hersteld. Na 1924 werd het één van de centrale werkhuizen van de NMVB groep Antwerpen. In 1954 sloot het werkhuis haar deuren en kwam er een bus stelplaats in de plaats. Er was ook nog een station dat nog bestaat.

## Lijnaanduiding

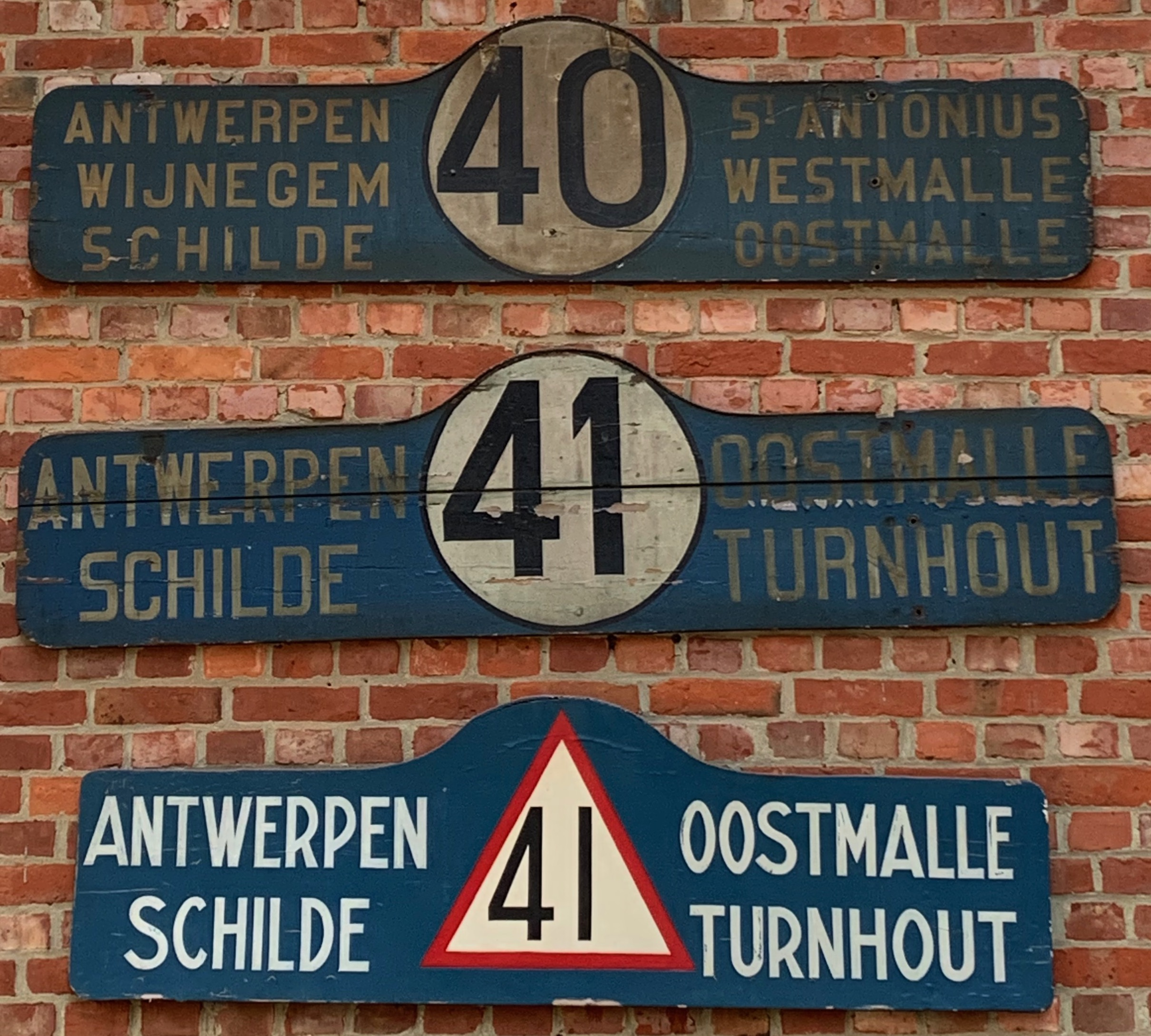
houten lijnborden voor standaard trams

De nieuwe elektrische dienst tussen Antwerpen en Schilde werd vanaf 1926 lijn S genoemd met een gele kleur. Vanaf 1930 werd dit lijn 40 met een blauwe kleur. Als lijn 40 vanaf 24 februari 1941 later doorreed tot Sint Antonius kwam er een doorstreepte variant voor diensten tot Schilde. Vanaf 28 april 1941 reed lijn 40 door naar Oostmalle en de doorstreepte variant werd nu gebruikt voor trams tot Sint Antonius. Zo bleef het tot het einde van het tramverkeer. 
Lijn 41 Antwerpen - Turnhout heeft altijd hetzelfde blauw als lijn 40 gebruikt. Er waren geen doorstreepte diensten. Wel waren er speciale lijnfilms met een rode driehoek die omnibus diensten aanduiden.

### Internet
- https://www.branchline.uk/jfpdf/belgiumvicinalrlys1.pdf
- https://inventaris.onroerenderfgoed.be/erfgoedobjecten/217038
- https://www.railations.net/stelplaatsennmvb.html

### Boeken
- NEYENS, J.,  De Buurtspoorwegen In De Provincie Antwerpen 1885-1968, uitgeverij VAN IN Lier, 1969.
- KEUTGENS, E., Een eeuw mobiel met tram en bus, uitgeverij N.V. De Vlijt Antwerpen, 1986.
- BASTAENS, R., De Buurtspoorwegen In De Provincie Antwerpen, uitgegeven door VZW De Poldertram, 2009.